# Margarete Himmler
Margarete Himmler (nacida Boden), también conocida como Marga Himmler (9 de septiembre de 1893 - 25 de agosto de 1967), fue una enfermera alemana y la esposa del Reichsführer-SS Heinrich Himmler.

## Biografía

### Juventud, primer matrimonio y divorcio
Margarete Boden nació en Goncarzewo, cerca de Bromberg en el entonces Imperio alemán, hija del terrateniente Hans Boden y su esposa Elfriede, cuyo apellido de soltera era Popp. Margarete tenía tres hermanas (Elfriede, Lydia y Paula) y un hermano. En 1909, asistió a la Höhere Töchterschule en Bromberg, una ciudad en el Imperio alemán. Margarete se entrenó y trabajó como enfermera durante la Primera Guerra Mundial, seguida de una temporada en un hospital de la Cruz Roja Alemana al final de la guerra.
Su primer matrimonio fue corto y no tuvo hijos. Gracias al apoyo económico de su padre, ella pudo operar y dirigir una clínica privada de enfermería en Berlín.

### Matrimonio con Henrich Himmler

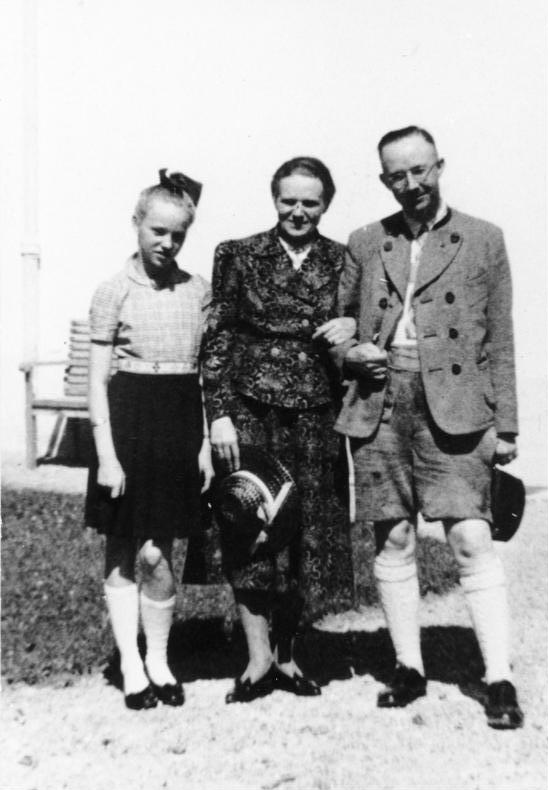
Margarete (centro) con Heinrich y su hija Gudrun.

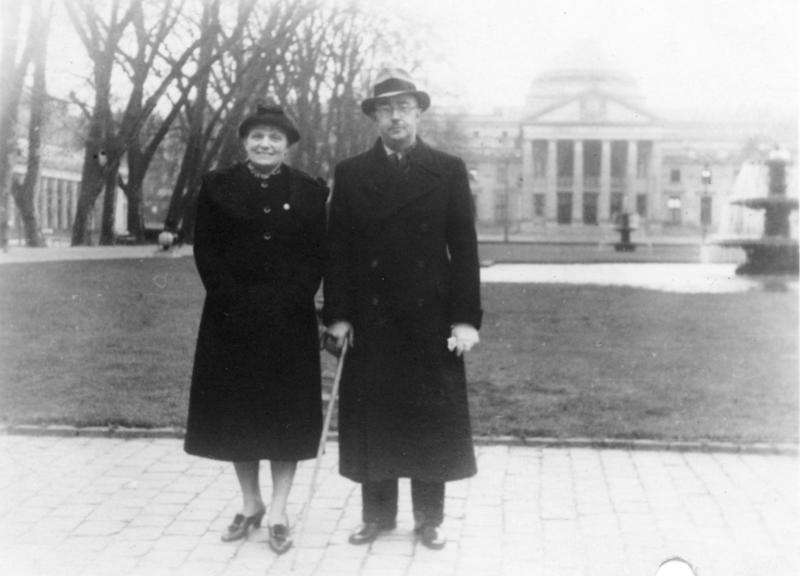
Margarete con su esposo frente al Kurhaus, Wiesbaden en noviembre/diciembre de 1936.

Himmler conoció a su futura esposa, Margarete Boden, en 1927 durante una de sus giras de conferencias y posteriormente se mantuvieron en contacto escrito. En una carta que sobrevive, Margarete se refiere a Himmler como el "Landsknecht con el corazón duro", sin embargo, quedó impresionada por su estilo romántico de escritura y su sincero amor por ella.. La enfermera rubia de ojos azules Margarete se correspondía perfectamente con la mujer ideal del gusto de Himmler..
Siete años mayor que él, Margarete compartió su interés en la medicina herbal y la homeopatía, y fue copropietaria de una pequeña clínica privada. Compartían una propensión excesiva a la eficiencia, la pulcritud, anhelaban una vida doméstica estricta y ambos preferían un estilo de vida parsimonioso. De Himmler recibió una dieta constante de antijudaísmo y diatribas contra los comunistas y masones. Su antijudaísmo fue evidente en una carta a Himmler fechada el 22 de junio de 1928, en la que hizo comentarios despectivos sobre el copropietario de la clínica privada en Berlín, el ginecólogo y cirujano Bernhard Hauschildt (un judío), exclamando: "¡Ese Hauschildt! Esos judíos son todos ¡lo mismo!"
Heinrich y Margarete se casaron en julio de 1928. Inicialmente, Heinrich tuvo problemas con la decisión de revelar su relación con Margarete a sus padres, en parte debido a que ella era siete años mayor, pero también porque era una divorciada y, sobre todo, porque ella era protestante. Ninguno de los miembros de la familia de Himmler asistió a la boda, por lo que los padrinos de boda de Heinrich fueron el padre y el hermano de la novia. Finalmente, los padres de Himmler aceptaron a Margarete, pero la familia mantuvo su distancia de ella y se mantuvo así durante toda la relación. La pareja tuvo su única hija, Gudrun, quien nació el 8 de agosto de 1929; También fueron padres adoptivos de Gerhard von Ahe, hijo de un oficial de las SS que había muerto antes de la guerra. Margarete vendió su parte de la clínica y usó las ganancias para comprar un terreno en Waldtrudering, cerca de Múnich, donde construyeron una casa prefabricada. Himmler estaba constantemente fuera por negocios, por lo que su esposa se hizo cargo de sus esfuerzos, en su mayoría sin éxito, para criar ganado para la venta. Después de que Hitler ascendió al poder en enero de 1933, la familia se mudó primero a Möhlstrasse en Múnich, y en 1934 al lago Tegern, donde compraron una casa. 
Más tarde, Himmler obtuvo una casa grande en el suburbio berlinés de Dahlem como residencia oficial. La pareja se vio poco cuando Himmler quedó totalmente absorto en el trabajo. Gebhard, el hermano mayor de Heinrich Himmler, caracterizó a Margarete como una "mujer fría y dura con nervios extremadamente delicados que no irradiaba calor en absoluto y pasaba demasiado tiempo reclamando" que a pesar de estas características, había sido "ama de casa ejemplar", una que amaba a Heinrich y se mantuvo fiel a su esposo. Margarete Himmler se unió al Partido Nacionalsocialista Obrero alemán ya en 1928 (número de membresía 97.252). Debido a las enormes responsabilidades de Himmler, la relación con Marga fue tensa. La pareja se unió para funciones sociales; eran invitados frecuentes en la casa de Reinhard Heydrich. Margarete vio como su deber invitar a las esposas de los principales líderes de las SS a tomar café y té los miércoles por la tarde. A pesar de sus mejores esfuerzos y el hecho de que Margarete estaba casada con el Reichsführer-SS, permaneció impopular en los círculos de las SS. El exlíder de las Juventudes Hitlerianas, Baldur von Schirach, escribió en sus memorias que Heinrich Himmler estaba constantemente "acosado", esencialmente no tenía influencia en casa y tenía que ceder a la voluntad de Margarete.
Durante el Congreso de Núremberg de 1938, Margarete tuvo conflictos con la mayoría de las esposas de los líderes de las SS de más alto rango, quienes como grupo se negaron a seguir instrucciones de ella. Según los biógrafos e historiadores Robert Gerwarth, Lina Heydrich albergaba un "disgusto violento" de Margarete Himmler, algo que probablemente fue recíproco. Después de la guerra, Lina Heydrich hizo comentarios despectivos a un periodista de Der Spiegel. Margarete fue descrita como una "mujer de mente estrecha, sin humor y cabello rubio" que sufría de agorafobia.
Hedwig Potthast, la joven secretaria de Himmler a partir de 1936, se convirtió en su amante en 1939. Ella dejó su trabajo en 1941. Himmler tuvo dos hijos con ella: un hijo, Helge (nacido en 1942) y una hija, Nanette Dorothea (nacida en 1944 en Berchtesgaden). Margarete, para entonces viviendo en la ciudad de Gmund am Tegernsee en Baviera con su hija, se enteró de la relación en algún momento de 1941. Margarete y Himmler ya estaban separados, y decidió tolerar la relación por el bien de su hija. 

### Segunda Guerra Mundial
Una vez que comenzó la Segunda Guerra Mundial, Margarete ayudó a operar un hospital militar afiliado a la Cruz Roja Alemana. En diciembre de 1939, estaba supervisando los hospitales de la Cruz Roja en el Distrito Militar III (Berlín-Brandeburgo). En este puesto, dirigió misiones en los territorios y países ocupados por la Wehrmacht. En marzo de 1940, Margarete registró un viaje de negocios a la Polonia ocupada por los alemanes, por lo que sin duda fue testigo de los acontecimientos allí. En sus diarios, escritos mientras servía, escribió: "Entonces estuve en Posen, Łódź y Varsovia. Esta chusma judía, polacos, la mayoría de ellos no parecen seres humanos y la suciedad es indescriptible. Es un trabajo increíble tratar de crear orden allí".
Por sus esfuerzos, Margarete alcanzó el rango de coronel en la Cruz Roja Alemana. En febrero de 1945, por escrito a Gebhard Himmler, Margarete dijo: "Qué maravilloso que lo hayan llamado a grandes tareas y que sea igual a ellos. Toda Alemania lo está mirando".
Himmler era cercano a su primera hija, Gudrun, a quien apodó Püppi ("muñequita"); la llamaba cada pocos días y la visitaba tan a menudo como podía. Hedwig y Margarete se mantuvieron leales a Himmler. Margarete y Heinrich Himmler se vieron por última vez en abril de 1945, compartiendo tiempo con Gudrun en su residencia de Gmund.

### Posguerra

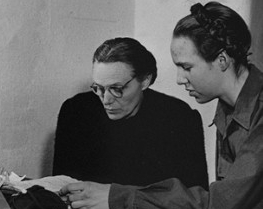
Margarete Himmler (izquierda) con su hija Gudrun en internación aliada durante los juicios de Núremberg en Núremberg, el 24 de noviembre de 1945.

En 1945, Margarete y Gudrun abandonaron Gmund mientras las tropas aliadas avanzaban hacia el área. Después de la invasión de Bolzano, Italia, por el ejército estadounidense en mayo de 1945, Margarete y Gudrun fueron arrestadas. Se llevaron a cabo en varios campos de internamiento en Italia, Francia y Alemania. Durante su internamiento, Margarete fue interrogada, pero quedó claro que no estaba informada de los asuntos oficiales de su esposo, y se describió que tenía una "mentalidad de pueblo pequeño" que persistió durante todo su interrogatorio. 
En septiembre de 1945, Margarete Himmler fue interrogada nuevamente, pero esta vez fue durante los juicios de Núremberg. Margarete y Gudrun fueron detenidos en el campo de internamiento de Flak-Kaserne Ludwigsburg. Como no fueron acusados, ella y Gudrun fueron liberados en noviembre de 1946 de su internamiento. Se refugiaron por un tiempo con la Institución Bethel de Bielefeld. La estadía de Margarete allí fue respaldada expresamente por la Junta Ejecutiva de la Institución Bethel, pero esto no estuvo exento de controversia. El 4 de junio de 1947, en la edición europea del New York Tribune, apareció un artículo titulado "La viuda de Heinrich Himmler vive como una mujer gentil".
Margarete fue categorizada en 1948 en Bielefeld como una delincuente menor (Categoría III) y debía ser desnazificada en consecuencia. En 1950, Margarete contrató a un abogado para desafiar esta clasificación, ya que afirmó que su membresía temprana del Partido nacionalsocialista no era más que "nominal" y que su alto rango resultó de su servicio temprano en la Cruz Roja Alemana, en el que había servido desde 1914. Margarete sostuvo que si bien había sido la esposa del Reichsführer-SS, permaneció lejos del centro de atención. Sin embargo, el comité de desnazificación de Detmold revisó su clasificación y sostuvo que probablemente apoyó los objetivos del Partido nacionalsocialista y respaldó las acciones de su esposo. Su abogado insistió durante el proceso de apelación de seguimiento que Margarete no podía ser considerada responsable de las acciones de su esposo, y respondió que la decisión oficial se guio por la idea de Sippenhaft, lo que significaba que ella era responsable de las conexiones familiares. El 19 de marzo de 1951, finalmente fue clasificada como Mitläufer (Categoría IV). 
Según esta sentencia, no debía ser considerada responsable de los crímenes de su esposo, a pesar de que no había estado lejos de ellos. Se presentaron argumentos adicionales de que ella y su hija se habían beneficiado del ascenso de su esposo. Debido a esto, otro procedimiento de desnazificación, iniciado por el primer ministro bávaro Hans Ehard, se reanudó en la zona de ocupación británica. Estos procedimientos se centraron en la cuestión no resuelta de la propiedad de la casa de Margarete y Heinrich en Gmund. El 15 de enero de 1953, en la audiencia final contra Margarete en Múnich, fue clasificada como beneficiaria del régimen y, por lo tanto, incluida en la Categoría II (Activistas, Militantes y Profiteadores, o Personas discriminadas/en alemán: Belastete), y sentenciada a 30 días de trabajo especial/punitivo. También perdió sus derechos de pensión y el derecho al voto.
Gudrun dejó Bethel en 1952. Desde el otoño de 1955, Margarete vivió con su hermana Lydia en Heepen. Su hijo adoptivo Gerhard también vivía con ellos en su departamento. Los últimos años de Margarete los pasó con su hija en Múnich. Gudrun surgió de la experiencia amargada por su presunto maltrato y permaneció dedicado a la memoria de su padre.

### Evaluación
Peter Longerich señala que Margarete Himmler probablemente no sabía sobre los secretos oficiales o los proyectos planeados de su esposo durante la era nacionalsocialista. Dijo que después de la guerra no tenía ningún conocimiento de los crímenes nacionalsocialistas, pero seguía siendo una nacionalsocialista comprometida y ciertamente era antisemita. Jürgen Matthäus la describió como una típica nacionalsocialista que quería que los judíos se fueran, y observó que, a pesar de todos los esfuerzos por aislarse del régimen y sus crímenes, ella se benefició de ellos.